# Eristalinus taeniops
Eristalinus taeniops là một loài ruồi trong họ Ruồi giả ong (Syrphidae). Loài này được Wiedemann mô tả khoa học đầu tiên năm 1818. Eristalinus taeniops phân bố ở vùng Châu Phi

## Hình ảnh

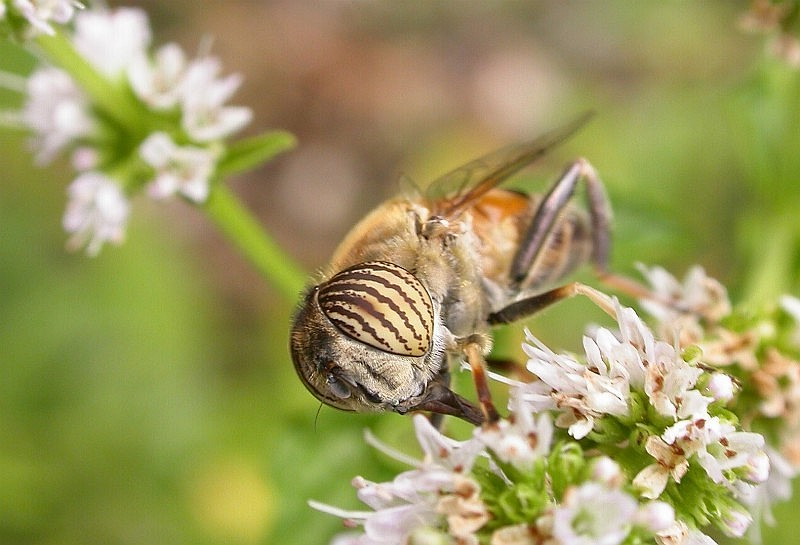
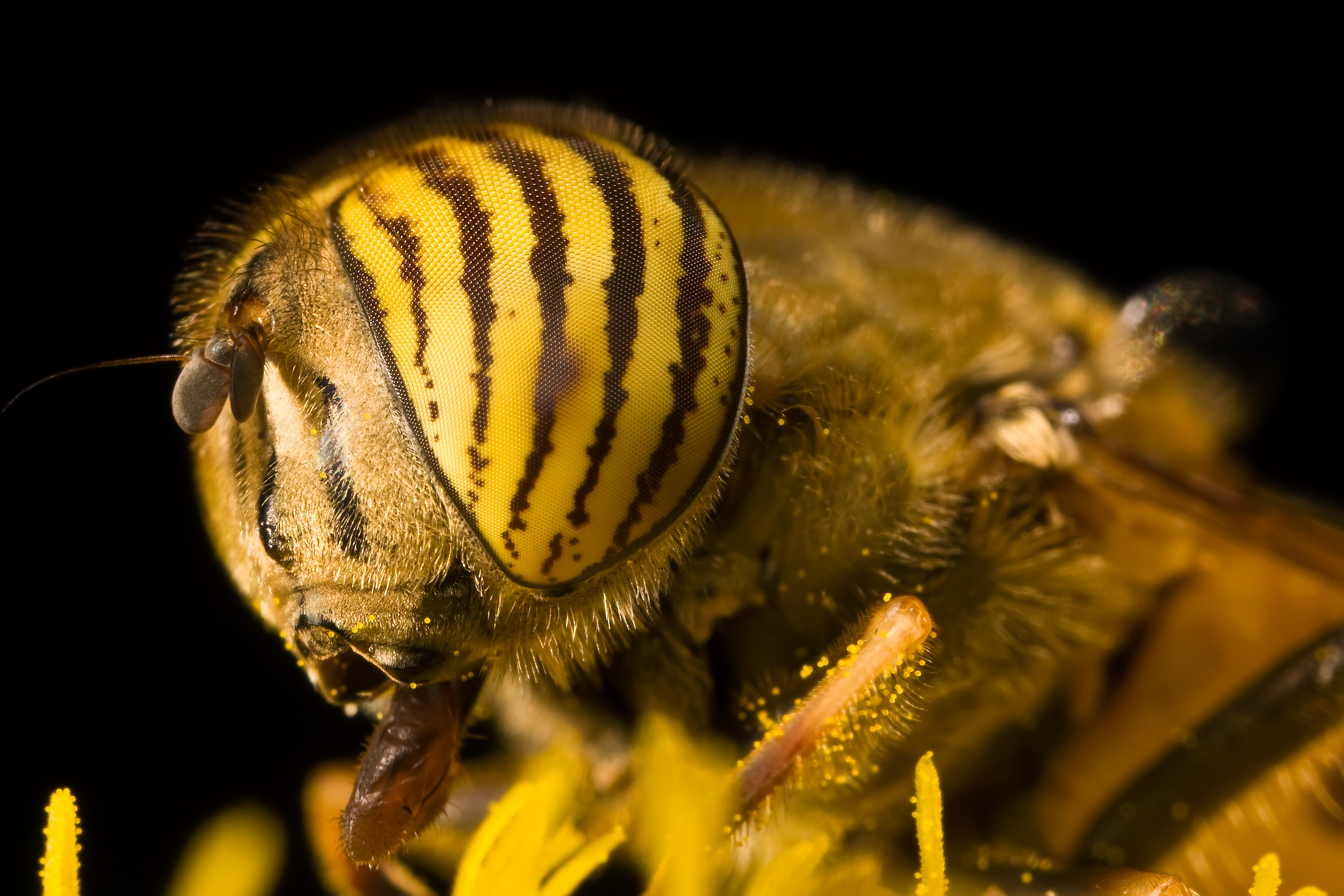
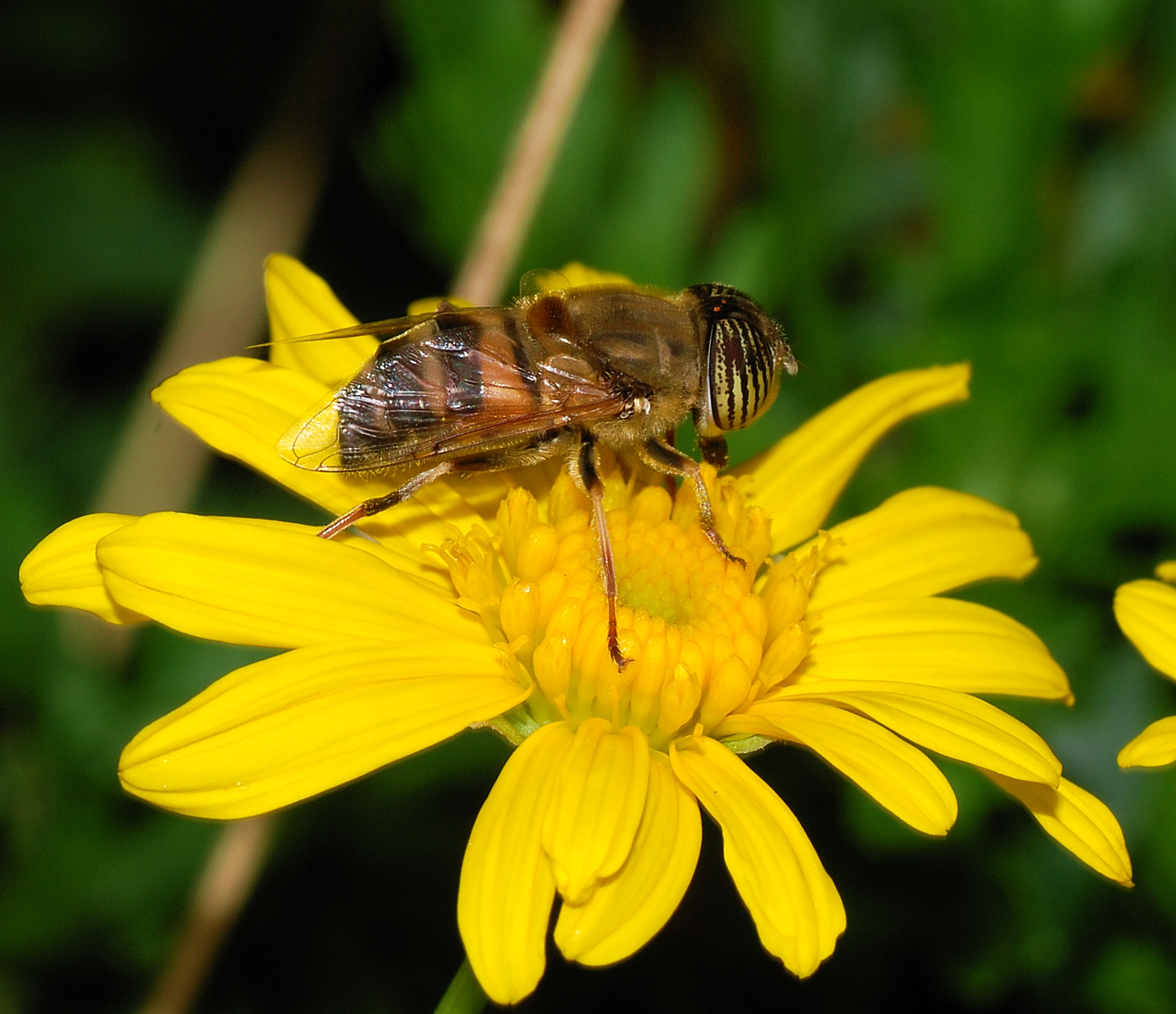
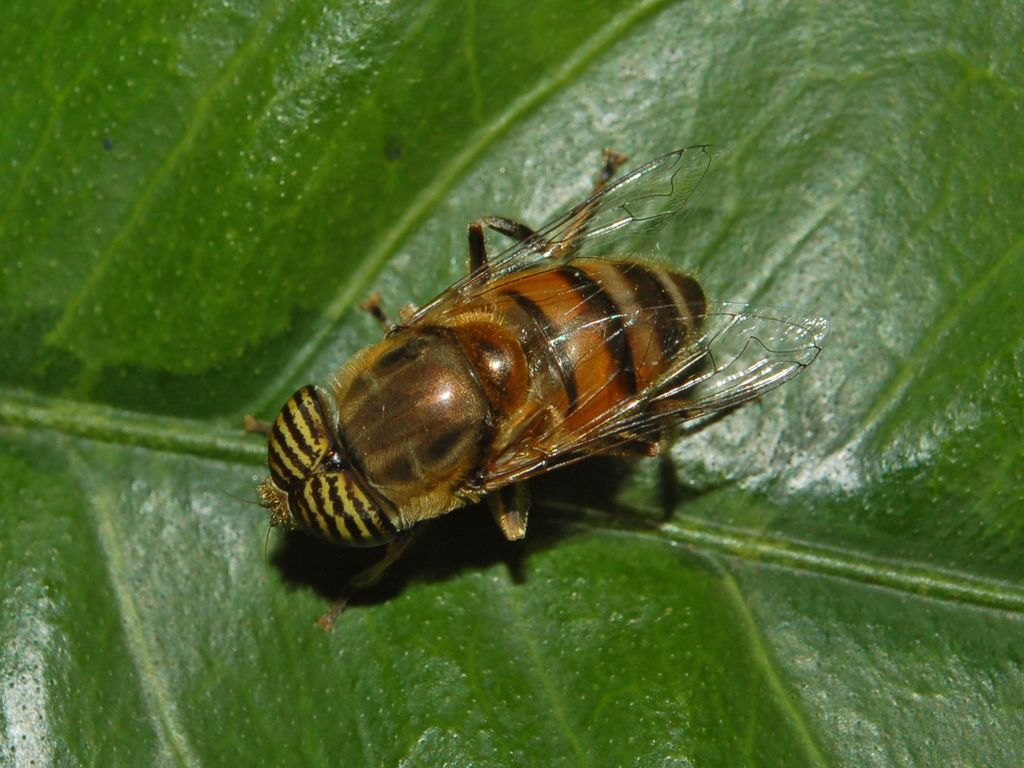
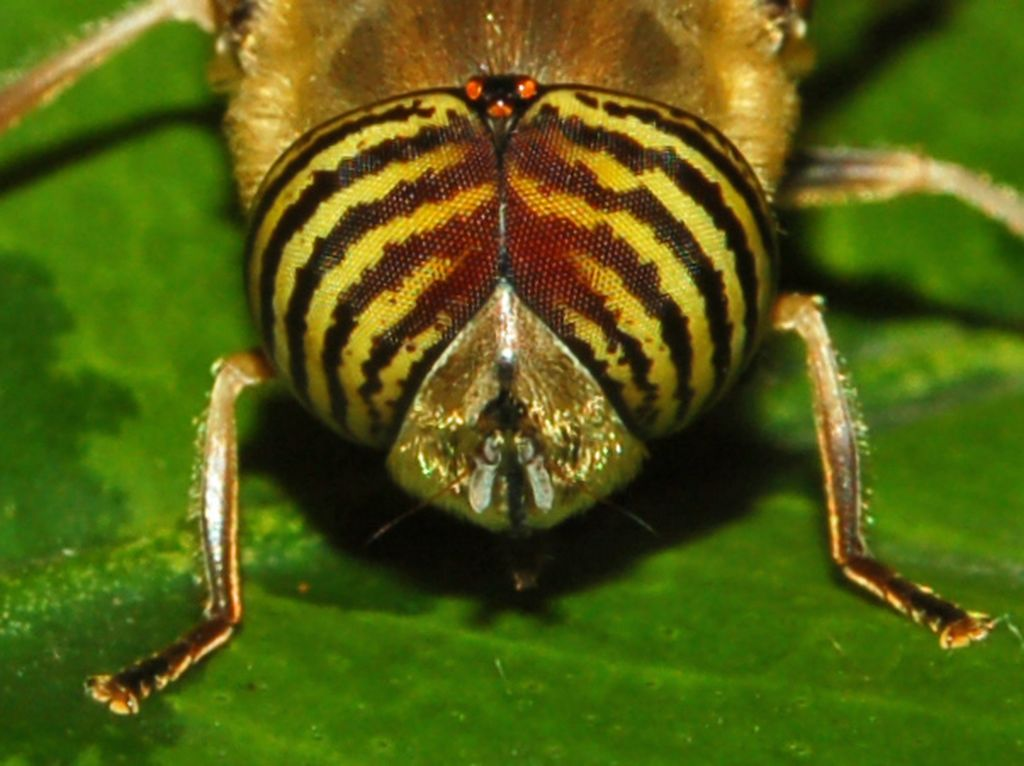
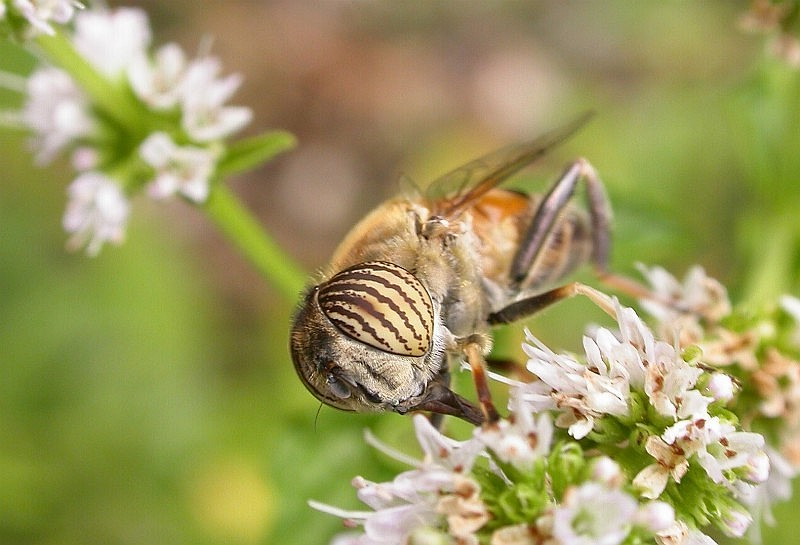